# Norton Bush
Pour les articles homonymes, voir Bush.
Norton Bush, né le 22 février 1834 à Rochester dans l'État de New York et mort le 24 avril 1894 à Oakland en Californie, est un peintre américain associé au Luminisme.

## Œuvres

### Musées détenant ses œuvres
Les œuvres de Bush font partie des collections permanentes de nombreux musées :
- Crocker Art Museum (Sacramento en Californie)
- Hood Museum of Art (Hanover dans le New Hampshire)
- Laguna Art Museum (en) (Laguna Beach en Californie)
- Musée d'Art de Missoula, (Missoula dans le Montana)
- Oakland Museum of California
- Parrish Art Museum (Comté de Suffolk dans l'État de New York)
- Society of California Pioneers (en) (San Francisco)
- Wadsworth Atheneum (Hartford dans le Connecticut)

### Galerie

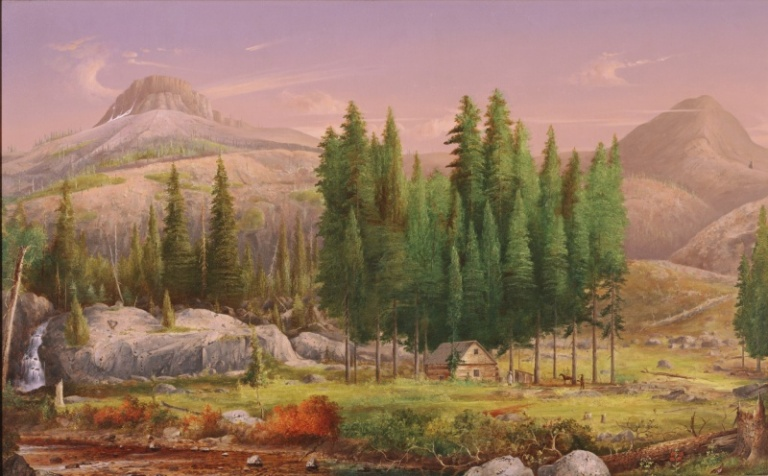
Soda Springs (1868)
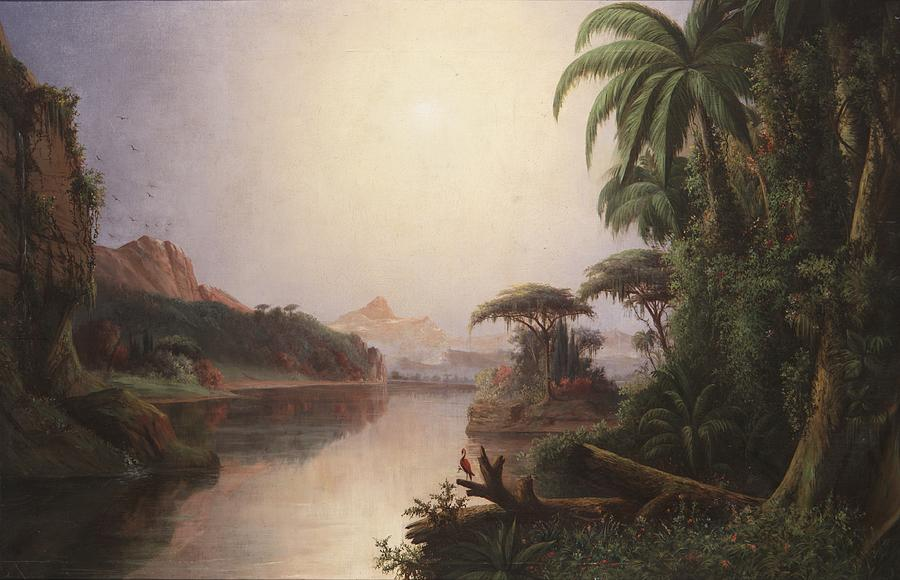
Tropical Landscape
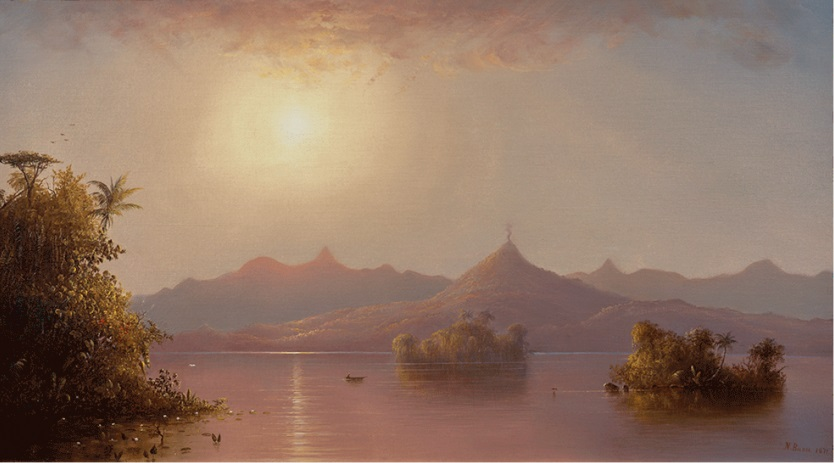
On the San Juan, Nicaragua (1871)
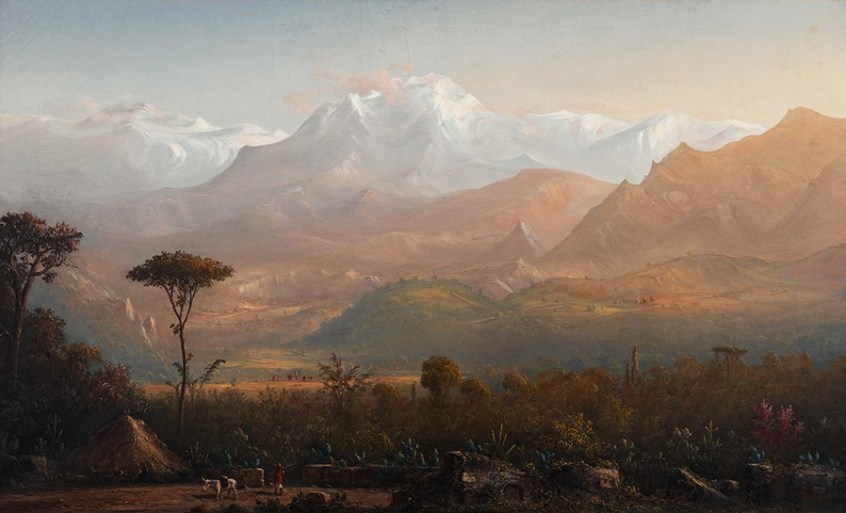
The Heart of the Peruvian Andes (1877)